# Grubb-Gletscher
Der Grubb-Gletscher ist ein Gletscher an der Danco-Küste des Grahamlands im Norden der Antarktischen Halbinsel. Er fließt westlich des Bagshawe-Gletschers zur Lester Cove, einer Nebenbucht der Andvord Bay.
Der Gletscher ist erstmals auf einer argentinischen Landkarte aus dem Jahr 1952 verzeichnet. Das UK Antarctic Place-Names Committee benannte ihn 1960 nach dem irischen Optiker Thomas Grubb (1800–1878), der 1857 das erste Aplanat entwickelte, ein optisches System, bei dem die Abbildungsfehler sphärische Aberration und Koma korrigiert sind.